# Liste der Monuments historiques in Saint-Thélo
Die Liste der Monuments historiques in Saint-Thélo führt die Monuments historiques in der französischen Gemeinde Saint-Thélo auf.

## Liste der Bauwerke
| Bezeichnung    | Beschreibung | Standort | Kennzeichnung | Schutzstatus | Datum | Bild           |
| -------------- | ------------ | -------- | ------------- | ------------ | ----- | -------------- |
| Friedhofskreuz |              | (Lage)   | PA00089660    | Inscrit      | 1930  | weitere Bilder |

## Liste der Objekte

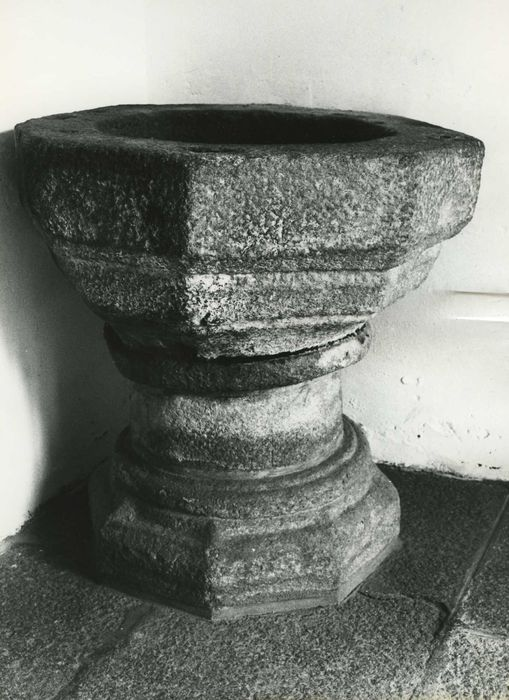
Weihwasserbecken (15. Jahrhundert) in der Kirche St-Thélo

- Monuments historiques (Objekte) in Saint-Thélo in der Base Palissy des französischen Kultusministeriums